# 新加坡女子学校
新加坡女子学校（英語：Singapore Chinese Girls' School），是新加坡的一所全日制女子学校，设有小学部和中学部，招收6至16岁的女生。

## 历史
1899年4月，林文庆、宋旺相和邱菽园联合创办新加坡女子学校，是东南亚华人社会中第一所女校。1899年6月1日，学校正式在禧街开学，当时仅有7名娘惹女生，2个月后，学生人数增加到30人，同年底增至64人。早期开设有罗马化马来语、华语、英语、算术、地理、音乐和缝纫等课程，林文庆夫人黄端琼负责教导高年级学生中文。1900年10月，成为政府的津贴辅助学校。1908年，注册为盈利有限责任公司。
1926年，位于翡翠山的校舍正式投入运作。1994年学校搬迁到杜尼安路新址。